# Astrothrombus chrysanthi
Astrothrombus chrysanthi is een slangster uit de familie Gorgonocephalidae.
De wetenschappelijke naam van de soort werd in 1918 gepubliceerd door Matsumoto.